# 화순이양중학교
화순이양중학교(和順梨陽中學校)는 대한민국 전라남도 화순군 이양면 이양리에 있는 공립 중학교이다.

## 학교 연혁
- 1971년 2월 2일 : 초대 송태신 교장 부임
- 1971년 3월 11일 : 개교(12학급 674명)
- 2025년 1월 8일 : 제52회 5명(총 6,614명) 졸업
- 2025년 3월 1일 : 제17대 전승윤 교장 부임
- 2025년 3월 4일 : 제55회 5명 입학

## 참고 자료
- 화순이양중학교 - 한국교육학술정보원 학교알리미